# Lägh da Cavloc
Lägh da Cavloc är en sjö i Schweiz. Den ligger i den sydöstra delen av landet. Lägh da Cavloc ligger 1 907 meter över havet. Den högsta punkten i närheten är La Margneta, 2 785 meter över havet, 1,2 km nordost om Lägh da Cavloc.
Trakten runt Lägh da Cavloc består i huvudsak av gräsmarker och barrskog.